# William P. Kellogg
William P. Kellogg (Orwell, 1830. december 8. – Washington, 1918. augusztus 10.) az Amerikai Egyesült Államok szenátora (Louisiana, 1868–1872 és 1877–1883).